# Lucio Marcio Censorino (console 39 a.C.)
Lucio Marcio Censorino (latino: Lucius Marcius Censorinus; fl. I secolo a.C.) è stato un politico romano, console nel 39 a.C.

## Biografia
Lui e il suo collega Gaio Calvisio Sabino furono gli unici due senatori che cercarono di difendere Giulio Cesare quando fu assassinato, nel 44 a.C.; per questo atto di fedeltà ricevettero la carica di consoli da parte dei membri del secondo triumvirato.
Marcio Censorino fu proconsole di Macedonia e Acaia nel 42-40 a.C. Lui e Fabio Massimo furono gli ultimi proconsoli ad essere onorati del titolo di salvatori della patria prima dell'avvento del principato di Augusto. Dopo la terza guerra civile Censorino ricevette la casa di Cicerone sul Palatino.

### Famiglia
I Marcii Censorini erano un ramo plebeo della gens Marcia, ma Ronald Syme mette in risalto il loro "antico prestigio, appena inferiore al patriziato". Furono sostenitori di Gaio Mario e decisi populares durante la terza guerra civile romana. Il padre di Lucio, che aveva lo stesso nome, fu un nemico di Silla nell'88 a.C.
La figlia di Censorino (o forse la sorella) sposò Lucio Sempronio Atratino, che fu console suffetto nel 34 a.C. Suo figlio Gaio Marcio Censorino fu console nell'8 a.C.

### Carriera politica e militare
Censorino divenne pretore nel 43 a.C., probabilmente praetor urbanus, prima di partecipare alla battaglia di Mutina in aiuto di Marco Antonio, come accenna Cicerone. Assieme ad altri che si erano schierati con Antonio, fu dichiarato un nemico pubblico dal senato.
Dopo la battaglia di Filippi nel 42 a.C., Antonio lasciò Censorino al comando di Macedonia e Acaia, dove rimase fino alla fine del 40 a.C., quando venne sostituito da Asinio Pollione.
Censorino celebrò il trionfo sulla Macedonia il primo giorno del proprio consolato, nel 39 a.C. Si è pensato che il trionfo fosse assegnato all'epoca per mostrare una nuova concordia, ossia per riaffermare l'unità tornata all'interno della repubblica grazie al secondo triumvirato e per onorarne i sostenitori, e che quindi il trionfo fosse concesso più per questa ragione che per i meriti. Come il collega al consolato, Calvisio Sabino, Censorino fu in principio un partigiano di Antonio, per poi diventare un alleato di Ottaviano quando questi divenne l'unico uomo al potere.
Tra le concessioni fatte a Censorino per la sua lealtà, gli fu permesso di comperare la casa di Cicerone sul Palatino, che l'oratore si era sforzato di recuperare dopo il suo esilio. Il valore dell'edificio ammontava a 3.500.000 sesterzi, tuttavia questa, assieme alle altre proprietà di Cicerone confiscate dopo la sua morte, fu venduta pubblicamente all'asta a persone tutt'altro che delle stesse opinioni politiche di Cicerone. La casa passò poi a Tito Statilio Tauro, che Cicerone sapeva già associato a Calvisio.
Come consoli, Censorino e Calvisio difesero davanti al senato gli interessi di alcuni rappresentanti di Afrodisia, che si erano lamentati dei soprusi subiti durante le guerre civili. Alla città fu accordato lo status di alleata indipendente e ricevette ulteriori benefici e privilegi.

### Sacerdozio
Nell'iscrizione che registra i quindecimviri sacris faciundis che organizzarono i Ludi saeculares del 17 a.C., Censorino ricopriva il ruolo di sacerdote più anziano, secondo solo a Marco Agrippa. Agrippa divenne un sacerdote del collegio non dopo il 31 a.C. e nel 17 a.C. doveva avere un'età piuttosto avanzata.
Dal momento che lo si sa attivo durante quell'epoca, alcuni credono che egli sia il Marcio Censorino a cui Orazio indirizzò il Carmen 8 del suo quarto libro delle Odi. Questo Censorino è tuttavia identificato spesso con il figlio Gaio, il meno conosciuto console dell'8 a.C.